# Gottfried von Droste
Gottfried Freiherr von Droste (1908-1992), también conocido como Gottfried Freiherr von Droste zu Vischering-Padberg, fue un químico físico alemán. Trabajó en el Instituto de Química Kaiser Wilhelm (KWIC). Predijo de forma independiente que la fisión nuclear liberaría una gran cantidad de energía. Durante la Segunda Guerra Mundial, participó en el proyecto alemán de energía nuclear, también conocido como Uranverein (Sociedad del Uranio o Club del Uranio). En los últimos años de la guerra, trabajó en la Universidad de Estrasburgo del Reich. Después de la guerra, trabajó en el Physikalisch-Technische Bundesanstalt (Instituto Federal de Física y Técnica) y también ocupó un puesto en la Universidad Técnica de Braunschweig.
Era un Freiherr de la familia noble de Westfalia Droste zu Vischering.

## Educación
De 1926 a 1933, Droste estudió en la Ruprecht-Karls-Universität Heidelberg, la Ludwig-Maximilians-Universität München y en la Friedrich-Wilhelms-Universität de Berlín, en la que recibió su doctorado en 1933. Su asesora de tesis fue Lise Meitner, quien fue profesora adjunta ( nichtbeamteter außerordentlicher Professor ) en esta Universidad de Berlín y dirigió la investigación doctoral en su propia sección en el Kaiser-Wilhelm-Institut für Chemie, en Berlín-Dahlem.

## Carrera profesional
Desde 1933, von Droste fue miembro de Sturmabteilung (SA). Desde 1937, fue miembro del Nationalsozialistische Deutsche Arbeiterpartei ( NSDAP, Partido Nacional Socialista de los Trabajadores).
De 1933 a 1942, von Droste fue asistente científico ( Mitarbeiter ) en el KWIC, donde Otto Hahn era el director y hasta el 13 de julio de 1938 Lise Meitner dirigió un departamento. Mientras estuvo en el KWIC, Droste contribuyó al proyecto alemán de energía nuclear, también conocido como Uranverein (Uranium Club).
En diciembre de 1938, los químicos alemanes Otto Hahn y Fritz Strassmann enviaron un manuscrito a Naturwissenschaften informando que habían detectado el elemento bario después de bombardear uranio con neutrones; simultáneamente, comunicaron estos resultados a Lise Meitner, quien en julio de ese año había huido a los Países Bajos y luego se fue a Suecia. Meitner, y su sobrino Otto Robert Frisch, interpretaron correctamente estos resultados como fisión nuclear. Frisch lo confirmó experimentalmente el 13 de enero de 1939. Droste y Siegfried Flügge, asistente de Hahn, también predijeron de forma independiente una gran liberación de energía a partir de la fisión nuclear.
De 1942 a 1944, von Droste estuvo en la Reichsuniversität Straßburg, que había sido fundada en 1941 en la Alsacia reocupada por los alemanes, anteriormente parte de Francia. Ocupó su cargo allí hasta 1944, cuando las fuerzas militares aliadas liberaron Estrasburgo de la ocupación alemana. De 1944 a 1945, estuvo en el Institut für Physik (Instituto de Física) de Walther Bothe del Kaiser-Wilhelm Institut für medizinische Forschung en Heidelberg.
Después  Segunda Guerra Mundial, comenzó el proceso de desnazificación. Cuando Droste se enfrentó a los procedimientos, recurrió a Werner Heisenberg, un miembro destacado de Uranverein, en busca de apoyo testamentario, un documento conocido como Persilschein (certificado de encubrimiento). Heisenberg fue un redactor especialmente importante de estos documentos, ya que nunca había sido miembro del NSDAP, se había enfrentado públicamente al NSDAP y a las Schutzstaffel (SS), y había sido nombrado por las autoridades de ocupación británicas para la cátedra de física teórica y la dirección del Max-Planck Institut für Physik, entonces en Göttingen. Heisenberg redactó el documento. En febrero de 1947, Droste también solicitó el apoyo de Meitner; por razones complejas, ella proporcionó un documento que avalaba cuidadosamente su comportamiento sin comentar su carácter. Hahn también proporcionó un Persilschein para von Droste.
De 1946 a 1951, von Droste estuvo en el Departamento de Física de la Universidad de Heidelberg . Desde 1951 hasta su jubilación en 1973, trabajó en el Physikalisch-Technische Bundesanstalt (PTB, Instituto Federal de Física y Técnica), en Braunschweig. También ocupó un cargo en la Technische Universität Braunschweig de 1967 a 1972 y fue Regierungsdirektor (Director de Gobierno) de 1951 a 1973.

## Informes internos
Los siguientes informes se publicaron en Kernphysikalische Forschungsberichte (Informes de investigación en física nuclear), una publicación interna del Uranverein alemán. Los informes fueron clasificados Top Secret, tenían una distribución muy limitada y los autores no podían guardar copias. Los informes fueron confiscados bajo la Operación Aliada Alsos y enviados a la Comisión de Energía Atómica de los Estados Unidos para su evaluación. En 1971, los informes fueron desclasificados y devueltos a Alemania. Los informes están disponibles en el Centro de Investigación Nuclear de Karlsruhe y el Instituto Americano de Física.
- Gottfried von Droste Bericht über einen Versuch mit 2t Natriumuranat G-24 (24 de septiembre de 1940)
- Gottfried von Droste Über den Spaltprozess bei Präparat 38 G-78 (1941)[19]

## Literatura seleccionada de Droste
- Gottfried von Droste Über die Anzahl der Ausschläge eines Zählrohres bei Bestrahlung mit γ-Strahlen verschiedener Wellenlänge, Zeitschrift für Physik Volumen 100, Números 9–10, 529–533 (1936). Recibido el 15 de marzo de 1936. El autor fue identificado como miembro del physikalisch-radioaktive Abteilung, Kaiser Wilhelm-Institut für Chemie, Berlín-Dahlem .
- Siegfried Flügge y Gottfried von Droste Energetische Betrachtungen zu der Entstehung von Bario bei der Neutronenbestrahlung von Uran, Zeitschrift für Physikalische Chemie B Volumen 4, 274 – 280 (1939). Recibido el 22 de enero de 1939.
- Gottfried von Droste y Hermann Reddemann Über die beim Zerspalten des Urankerns auftrentnden Neutronen, Die Naturwissenschaften Volumen 27, 371–372 (1939)
- Entradas en Microsoft Academic Search.[20]